# Fuyue Anzai
Fuyue Anzai (安西 冬衛, Anzai Fuyue, 9 mars 1898 – 24 août 1965.) est un poète japonais originaire de la préfecture de Nara. Il commence tôt à travailler à Dalian en Chine où développe une gangrène qui entraîne la perte d'un de ses bras. Anzai est un des membres fondateurs du magazine Shi To Shiron (« Poésie et poétique »). Il publie plusieurs anthologies dont Gunkan Mari  et Ajia no Kanko. Parmi ses autres ouvrages, on compte Dattan Kaikyô to Chô (1947) et Zaseru Tôgyûshi (1949).